# 187669 Obastromca
187669 Obastromca è un asteroide della fascia principale. Scoperto nel 2008, presenta un'orbita caratterizzata da un semiasse maggiore pari a 3,1103406 au e da un'eccentricità di 0,1846038, inclinata di 12,28936° rispetto all'eclittica.